# 시모타카오카촌
시모타카오카촌(일본어: 下高岡村)은 일본 가가와현 기타군에 있던 촌이다. 현재의 미키정에 해당한다.

## 역사
- 1890년 2월 15일 - 정촌제 시행에 수반해 미키군 시모타카오카촌이 성립하였다.
- 1899년 4월 1일 - 미키군이 야마다군과 합병해 기타군이 되었다.
- 1954년 10월 1일 - 가미야마촌, 다나카촌, 히카미촌, 히라이정과 합병해 미키정이 성립, 동일 시모타카오카촌은 폐지되었다.

## 참고 문헌
- 角川日本地名大辞典編纂委員会, 『角川日本地名大辞典 43 香川県』, 1985, 角川書店
- 香川県教育会木田郡部会郡誌編纂部 編『木田郡誌』香川県教育会木田郡部会、高松市、1940年1月5日。doi:10.11501/1684817。 NCID BA44706440。OCLC 835722324。
- 四国新聞社 編『香川年鑑』 昭和29年、四国新聞社、高松市、1953年10月20日。doi:10.11501/2940066。 NCID BB10788678。OCLC 673819408。
- 三木町 編『三木町史』三木町史編集委員会、木田郡三木町、1965年3月8日。doi:10.11501/3009154。 NCID BN13499423。OCLC 1021041266。